# Oreahovo, Haskovo
Oreahovo (în bulgară Оряхово) este un sat în comuna Liubimeț, regiunea Haskovo,  Bulgaria. 

## Demografie
Componența etnică a satului Oreahovo
     Bulgari (96,38%)
     Romi (2,3%)
     Nicio identificare (1,31%)
     Altele (0%)
La recensământul din 2011, populația satului Oreahovo era de 304 locuitori. Din punct de vedere etnic, majoritatea locuitorilor (96,38%) erau bulgari, cu o minoritate de romi (2,3%). Pentru 1,31% din locuitori nu este cunoscută apartenența etnică.